# Chilonatalus tumidifrons
Chilonatalus tumidifrons — є одним з видів кажанів родини Natalidae.

## Поширення
Країни поширення: Багамські Острови. Комахоїдний. Спочиває в глибоких печерах. Живе в сухих листяних лісах.